# Divizia B 1996-1997
Divizia B 1996-1997 a fost a 57-a ediție a Diviziei B, al doilea eșalon fotbalistic al României.
Echipele de pe locul întâi au promovat în Divizia A la finalul sezonului, în timp ce ultimele două din fiecare serie au retrogradat în Divizia C.

## Clasamente

### Seria I
| Poz | Echipa                    | MJ | V  | E | Î  | GM | GP  | G    | Pct | Promovare sau retrogradare                             |
| --- | ------------------------- | -- | -- | - | -- | -- | --- | ---- | --- | ------------------------------------------------------ |
| 1   | Foresta Fălticeni (C) (P) | 34 | 24 | 4 | 6  | 79 | 22  | +57  | 76  | Format:Fb competiție 1997-98 Divizia A                 |
| 2   | Precizia Săcele           | 34 | 19 | 4 | 11 | 62 | 43  | +19  | 61  |                                                        |
| 3   | Dacia Unirea Brăila       | 34 | 18 | 6 | 10 | 60 | 35  | +25  | 60  |                                                        |
| 4   | FC Onești                 | 34 | 18 | 5 | 11 | 68 | 36  | +32  | 59  |                                                        |
| 5   | Petrolul Moinești         | 34 | 17 | 6 | 11 | 56 | 42  | +14  | 57  |                                                        |
| 6   | Gloria Buzau              | 34 | 17 | 4 | 13 | 69 | 37  | +32  | 55  |                                                        |
| 7   | Politehnica Iași          | 34 | 17 | 4 | 13 | 53 | 39  | +14  | 55  |                                                        |
| 8   | Astra Ploiești            | 34 | 14 | 9 | 11 | 42 | 31  | +11  | 51  |                                                        |
| 9   | Dunărea Calărași          | 34 | 14 | 8 | 12 | 50 | 46  | +4   | 50  |                                                        |
| 10  | Poiana Câmpina            | 34 | 15 | 5 | 14 | 42 | 37  | +5   | 50  |                                                        |
| 11  | Tractorul Brașov          | 34 | 14 | 7 | 13 | 42 | 32  | +10  | 49  |                                                        |
| 12  | Bucovina Suceava          | 34 | 14 | 6 | 14 | 43 | 39  | +4   | 48  |                                                        |
| 13  | Rocar București           | 34 | 14 | 5 | 15 | 53 | 42  | +11  | 47  |                                                        |
| 14  | Dunărea Galați            | 34 | 12 | 7 | 15 | 44 | 47  | −3   | 43  |                                                        |
| 15  | CS Metrom Brașov          | 34 | 11 | 9 | 14 | 36 | 34  | +2   | 42  |                                                        |
| 16  | Metalul Plopeni           | 34 | 10 | 7 | 17 | 34 | 50  | −16  | 37  |                                                        |
| 17  | Cetatea Târgu Neamț (R)   | 34 | 4  | 5 | 25 | 22 | 122 | −100 | 17  | Retrogradare în Format:Fb competiție 1997-98 Divizia C |
| 18  | Steaua Mizil (R)          | 34 | 1  | 5 | 28 | 11 | 132 | −121 | 8   | Retrogradare în Format:Fb competiție 1997-98 Divizia C |

Sursa: The Rec.Sport.Soccer Statistics Foundation
Reguli de clasare: 
1) puncte; 2) puncte în meciurile directe; 3) diferența de goluri în meciurile directe; 4) goluri marcate în meciurile directe; 5) diferența de goluri; 6) goluri marcate.
POZ = Poziția în clasament; (C) = Campioană; (R) = Retrogradată; (P) = Promovată; (E) = Eliminată; (O) = Câștigătoare de play-off; (A) = Avansează în runda următoare. 
Aplicabil doar când sezonul nu este terminat: 
(Q) = Calificare în faza competiției indicată; (TQ) = Calificare în competiție, dar încă nu în faza indicată; (RQ) = Calificată în competiția de retrogradare indicată; (DQ) = Descalificată din competiție.

Head-to-Head: rezultatele în meciurile directe sunt folosite pentru a departaja echipele.

### Seria II
| Poz | Echipa                | MJ | V  | E | Î  | GM | GP | G   | Pct | Promovare sau retrogradare                             |
| --- | --------------------- | -- | -- | - | -- | -- | -- | --- | --- | ------------------------------------------------------ |
| 1   | CSM Reșița (C) (P)    | 34 | 22 | 4 | 8  | 57 | 32 | +25 | 70  | Format:Fb competiție 1997-98 Divizia A                 |
| 2   | Electroputere Craiova | 34 | 21 | 7 | 6  | 57 | 21 | +36 | 70  |                                                        |
| 3   | Gaz Metan             | 34 | 16 | 8 | 10 | 40 | 22 | +18 | 56  |                                                        |
| 4   | Minerul Motru         | 34 | 16 | 5 | 13 | 41 | 41 | 0   | 53  |                                                        |
| 5   | Dacia Pitești         | 34 | 15 | 6 | 13 | 50 | 45 | +5  | 51  |                                                        |
| 6   | Unirea Dej            | 34 | 14 | 7 | 13 | 49 | 44 | +5  | 49  |                                                        |
| 7   | Corvinul              | 34 | 14 | 6 | 14 | 51 | 42 | +9  | 48  |                                                        |
| 8   | ASA Târgu Mureș       | 34 | 14 | 6 | 14 | 41 | 40 | +1  | 48  |                                                        |
| 9   | CFR Cluj              | 34 | 14 | 5 | 15 | 43 | 45 | −2  | 47  |                                                        |
| 10  | Gloria Reșița         | 34 | 13 | 8 | 13 | 35 | 44 | −9  | 47  |                                                        |
| 11  | Olimpia Satu Mare     | 34 | 15 | 1 | 18 | 50 | 44 | +6  | 46  |                                                        |
| 12  | ARO Câmpulung         | 34 | 14 | 3 | 17 | 32 | 37 | −5  | 45  |                                                        |
| 13  | UTA Arad              | 34 | 14 | 2 | 18 | 38 | 55 | −17 | 44  |                                                        |
| 14  | FC Baia Mare          | 34 | 12 | 7 | 15 | 44 | 49 | −5  | 43  |                                                        |
| 15  | Inter Sibiu           | 34 | 11 | 8 | 15 | 33 | 39 | −6  | 41  |                                                        |
| 16  | Unirea Alba Iulia     | 31 | 13 | 1 | 17 | 42 | 62 | −20 | 40  |                                                        |
| 17  | Minaur Zlatna (R)     | 34 | 10 | 7 | 17 | 35 | 51 | −16 | 37  | Retrogradare în Format:Fb competiție 1997-98 Divizia C |
| 18  | CFR Timișoara (R)     | 34 | 9  | 7 | 18 | 31 | 56 | −25 | 34  | Retrogradare în Format:Fb competiție 1997-98 Divizia C |

Sursa: The Rec.Sport.Soccer Statistics Foundation
Reguli de clasare: 
1) puncte; 2) puncte în meciurile directe; 3) diferența de goluri în meciurile directe; 4) goluri marcate în meciurile directe; 5) diferența de goluri; 6) goluri marcate.
POZ = Poziția în clasament; (C) = Campioană; (R) = Retrogradată; (P) = Promovată; (E) = Eliminată; (O) = Câștigătoare de play-off; (A) = Avansează în runda următoare. 
Aplicabil doar când sezonul nu este terminat: 
(Q) = Calificare în faza competiției indicată; (TQ) = Calificare în competiție, dar încă nu în faza indicată; (RQ) = Calificată în competiția de retrogradare indicată; (DQ) = Descalificată din competiție.

Head-to-Head: rezultatele în meciurile directe sunt folosite pentru a departaja echipele.

## Golgheteri Seria 1
- Claudiu Niculescu - Electroputere Craiova - 24
- Daniel Bona - Precizia Săcele - 15
- Pompiliu Stoica - Gloria Buzău - 10
- Mihai Guriță - Bucovina Suceava/Foresta Fălticeni - 10
- Giani Gorga - FC Onești - 8
- Ionuț Savu - Rocar București - 6
- Iulian Dăniță - Dunărea Galați - 6
- Virgil Marșavela - Metrom Brașov - 6
- Nicolae Constantin - Astra Ploiești - 6
- Costel Lazăr - Astra Ploiești - 6
- Adrian Baldovin - Dacia Unirea Brăila - 5

## Golgheteri Seria 2
- Lucian Marinescu - CSM Reșița - 13
- Mihai Dăscălescu - Corvinul Hunedoara - 9
- Ovidiu Maier - Inter Sibiu - 8
- Sorin Oncică - CFR Cluj - 7
- Alin Minteuan - CFR Cluj - 5
- Mircea Stanciu - ASA Târgu Mureș - 5
- Vasile Ciocoi - CSM Reșița - 5
- Romulus Gabor - Inter Sibiu - 5